# Perophthalma lasciva
Perophthalma lasciva is een vlindersoort uit de familie van de prachtvlinders (Riodinidae), onderfamilie Riodininae.
Perophthalma lasciva werd in 1929 beschreven door Stichel.